# Parafia Matki Bożej Nieustającej Pomocy w Krakowie (Mistrzejowice)
Parafia Matki Bożej Nieustającej Pomocy w Krakowie – parafia rzymskokatolicka należąca do dekanatu Kraków-Bieńczyce archidiecezji krakowskiej na osiedlu Bohaterów Września.

## Historia parafii
- 5 listopada 1989 – poświęcenie placu przez kard. Kardynała Franciszka Macharskiego.
- 13 sierpnia 1990 – dekret erygujący parafię pw. Matki Bożej Nieustającej Pomocy obejmującej os. Bohaterów Września, os. Piastów, os. Mistrzejowice Nowe i Mistrzejowice Wieś.
- 17 czerwca 1991 – rozpoczęcie budowy.
- 24 listopada 1991 – wmurowanie kamienia węgielnego w Uroczystość Chrystusa Króla Wszechświata przez J. Em. ks. Kardynała Franciszka Macharskiego.
- 24 grudnia 1991 – msza św. pasterska, którą odprawił w nowo budowanym kościele kard. kardynał Franciszek Macharski metropolita krakowski.
- 20 listopada 1994 – poświęcenie kościoła przez kard. Franciszka Macharskiego.
- 25 czerwca 1994 – poświęcenie zabytkowego ołtarza, przekazanego z kościoła św. Wojciecha z Rynku Głównego w Krakowie.
- 1 maja 1996 – uroczysta Konsekracja Kościoła dokonana przez ks. biskupa Stanisława Smoleńskiego.
- 1 lipca 2009 – ks. Józef Prorok przechodzi na emeryturę, a proboszczem zostaje ks. dr Marek Wrężel

## Zasięg parafii
- osiedla: Piastów, Bohaterów Września, Mistrzejowice Nowe
- ulice: Mistrzejowicka, Romana Dmowskiego, Wojciecha Korfantego, Szymona Marycjusza, Królowej Marysieńki, ks. Stefana Mazanka, ks. kard. Adama Stefana Sapiehy.

## Wspólnoty parafialne
- Arcybractwo Straży Honorowej Najświętszego Serca Pana Jezus
- Chór Hosanna
- Służba liturgiczna
- Duszpasterstwo akademickie
- Ruch Światło-Życie „Oaza” młodzieżowa
- Domowy Kościół – Oaza Rodzin
- Ognisko Misyjne
- Rada duszpasterska
- Koło Przyjaciół Radia Maryja
- Schola liturgiczna AVE
- Wspólnota Osób Niepełnosprawnych i Ich Rodzin „Bohaterskie Piastusie”
- Wspólnota Odnowy w Duchu św. „Betania”
- Róże Żywego Różańca

## Prasa Parafialna
- Od czerwca 2004 roku w parafii ukazuje się Miesięcznik Parafialny "Ave!", który wydawany jest w II niedzielę miesiąca. W styczniu 2011 r. ukazał się 71 numer Miesięcznika.